# إيلين وودز
إيلين وودز (بالإنجليزية: Ilene Woods) هي مغنية وممثلة أمريكية، ولدت في 5 مايو 1929 في بورتسموث في الولايات المتحدة، وتوفيت في 1 يوليو 2010 في لوس أنجلوس في الولايات المتحدة بسبب مرض آلزهايمر. من الجوائز التي نالتها دزني ليجندز سنة 2003.

## أعمال

### أفلام
- سندريلا[7][8][9][10]

## جوائز
- دزني ليجندز (2003)

## وصلات خارجية
- إيلين وودز على موقع IMDb (الإنجليزية)
- إيلين وودز على موقع ألو سيني (الفرنسية)
- إيلين وودز على موقع ميوزك برينز (الإنجليزية)
- إيلين وودز على موقع أول موفي (الإنجليزية)
- إيلين وودز على موقع ديسكوغز (الإنجليزية)
- إيلين وودز على موقع قاعدة بيانات الفيلم (الإنجليزية)
- إيلين وودز على موقع كينوبويسك (الروسية)